# فيل هوكينز
فيل هوكينز (بالإنجليزية: Phil Hawkins)‏ هو مخرج بريطاني، ولد في 26 ديسمبر 1984 في مانشستر في المملكة المتحدة.

## وصلات خارجية
- فيل هوكينز على موقع IMDb (الإنجليزية)
- فيل هوكينز على موقع ألو سيني (الفرنسية)
- فيل هوكينز على موقع أول موفي (الإنجليزية)
- فيل هوكينز على موقع قاعدة بيانات الفيلم (الإنجليزية)
- فيل هوكينز على موقع كينوبويسك (الروسية)